# Samsung Galaxy S8
Samsung Galaxy S8 — смартфон восьмого покоління лінійки Galaxy S, який презентовано 29 березня 2017 року у Нью-Йорку. У продаж смартфон надійшов у квітні.

## Нові можливості

### Samsung DeX
У восьмій моделі з'явився Samsung DeX — можливість під'єднувати смартфон до монітора. У оболонці Samsung Experience лише через док-станцію. У новій оболонці One UI потрібен лише кабель USB type C — HDMI.
Також з'явився: Bixby — віртуальний асистент. Його можна викликати кнопкою зліва.

## Технічні дані

### Апаратне забезпечення
Смартфон побудований на чипсеті Exynos 8895 Octa — для EMEA (Європа, Близький Схід та Африка) або на Qualcomm MSM8998 Snapdragon 835 — для США та Китаю. Оснащений процесором Octa-core (4x2.3 GHz Mongoose M2 & 4x1.7 GHz Cortex-A53) — для EMEA та процесором Octa-core (4x2.35 GHz Kryo & 4x1.9 GHz Kryo) — для Сполучених Штатів Америки та Китаю. Телефон має графічний процесор Mali-G71 MP20 — для EMEA та Adreno 540 — для Китаю та США.

### Програмне забезпечення
Операційна система Android 7.0 Nougat з інтерфейсом Samsung Experience, яку можна оновити до Android 8.0 (Oreo).

### Тестування
Продуктивність за даними Basemark OS II складає 3272 одиниць, за даними Basemark OS II 2.0 — 3376 одиниць.
Швидкодія за даними Basemark X: 42370.